# Nollen
Nollen är en kulle i Schweiz.   Den ligger i distriktet Wahlkreis Wil och kantonen Sankt Gallen, i den nordöstra delen av landet, 140 km öster om huvudstaden Bern. Toppen på Nollen är 735 meter över havet, eller 67 meter över den omgivande terrängen. Bredden vid basen är 2,8 km.
Terrängen runt Nollen är kuperad västerut, men österut är den platt. Runt Nollen är det tätbefolkat, med 530 invånare per kvadratkilometer.. Närmaste större samhälle är Frauenfeld, 18,2 km väster om Nollen. 
Omgivningarna runt Nollen är en mosaik av jordbruksmark och naturlig växtlighet.